# Samoa en la Copa de las Naciones de la OFC 2016
La selección de Samoa fue uno de los ocho equipos participantes de la Copa de las Naciones de la OFC 2016, realizada en Papúa Nueva Guinea entre el 28 de mayo y el 11 de junio. Había clasificado luego de superar a las Islas Cook, Samoa Americana y Tonga en el torneo clasificatorio. Fue la segunda participación del elenco samoano en el evento.
Fue emparejada en el grupo A junto con Tahití, Nueva Caledonia y Papúa Nueva Guinea. No solo perdió sus tres partidos, sino que recibió en total 19 goles y no pudo marcar ninguno.

## Clasificación
El elenco samoano, como representante de uno de los cuatro países más pequeños de la OFC, debió disputar la fase de clasificación junto con las Islas Cook, Samoa Americana y Tonga. En el primer encuentro, venció 3-2 a su par samoamericano, pero en el segundo sufrió un revés y cayó 1-0 ante las Islas Cook. Por ello, debía ganar en la última jornada frente a Tonga y esperar que el elenco cookiano perdiera ante Samoa Americana, pero no por demasiada diferencia porque eso haría avanzar a los samoamericanos. Luego de superar a los tonganos 3-0, se vio favorecido por la derrota de las Islas Cook 2-0 y clasificó al certamen por poseer mejor diferencia de gol que los dos equipos con los que había empatados en puntos: Islas Cook y Samoa Americana.
| Equipo          | Pts | PJ | PG | PE | PP | GF | GC | Dif |
| --------------- | --- | -- | -- | -- | -- | -- | -- | --- |
| Samoa           | 6   | 3  | 2  | 0  | 1  | 6  | 3  | 3   |
| Samoa Americana | 6   | 3  | 2  | 0  | 1  | 6  | 4  | 2   |
| Islas Cook      | 6   | 3  | 2  | 0  | 1  | 4  | 2  | 2   |
| Tonga           | 0   | 3  | 0  | 0  | 3  | 1  | 8  | -7  |

| 31 de agosto de 2015, 15:30 | Samoa                                            | 3:2 (3:1) | Samoa Americana   | Loto-Tonga Soka Centre, Nukualofa |                         |
|                             | Fa'aiuaso 4' · Hamilton-Pama 18' · Mobberley 26' | Reporte   | Beauchamp 38' 86' | Árbitro(s): Nelson Sogo           | Árbitro(s): Nelson Sogo |

| 2 de septiembre de 2015, 13:00 | Islas Cook  | 1:0 (1:0) | Samoa | Loto-Tonga Soka Centre, Nukualofa |                            |
|                                | Saghabi 39' | Reporte   |       | Árbitro(s): Averii Jacques        | Árbitro(s): Averii Jacques |

| 4 de septiembre de 2015, 13:00 | Tonga | 0:3 (0:2) | Samoa                       | Loto-Tonga Soka Centre, Nukualofa |                            |
|                                |       | Reporte   | Mobberley 9' · Hall 22' 77' | Árbitro(s): Averii Jacques        | Árbitro(s): Averii Jacques |

## Preparación
En marzo de 2016 el conjunto viajó a Nueva Zelanda para enfrentar a varios equipos participantes de las ligas regionales de dicho país. El primer partido fue una derrota ante Lower Hutt City por 5-0, el segundo una victoria ante Stop Out por 2-1 y el tercer nuevamente una caída por 5-1 ante el Western Suburbs.

## Jugadores
| #  | Nombre             | Posición         | Edad | PJ Sel | Club               |
| -- | ------------------ | ---------------- | ---- | ------ | ------------------ |
| 1  | Faalavelave Matagi | Arquero          | 19   | 1      | Vaitele Uta        |
| 2  | John Hall          | Delantero        | 25   | 3      | Brookvale          |
| 3  | Kaipo Tagaloa      | Defensor         | 23   | 0      | Bandera de ?       |
| 4  | Filipo Bureta      | Defensor         | 33   | 11     | Clendon United     |
| 5  | Jarrell Sale       | Defensor         | 31   | 13     | Kiwi               |
| 6  | Ryan Martin        | Mediocampista    | 22   | 0      | Bandera de ?       |
| 7  | Andrew Mobberley   | Delantero        | 24   | 3      | Southern United    |
| 8  | Cameron Martin     | Mediocampista    | 21   | 0      | Bandera de ?       |
| 9  | Paulo Scanlan      | Mediocampista    | 19   | 0      | Vaipuna            |
| 10 | Desmond Fa'aiuaso  | Delantero        | 32   | 14     | Stickland Brothers |
| 11 | Jai Ingham         | Delantero        | 22   | 0      | Melbourne Victory  |
| 12 | Mike Saofaiga      | Delantero        | 25   | 7      | Kiwi               |
| 13 | Lionel Taylor      | Mediocampista    | 32   | 12     | Kiwi               |
| 14 | Keone Kapisi       | Mediocampista    | 22   | 0      | Bandera de ?       |
| 15 | Luki Gosche        | Delantero        | 30   | 5      | Kiwi               |
| 16 | Marcus Alimonti    | Defensor         | 18   | 0      | Dulwich Hill       |
| 17 | Joseph Tyrell      | Mediocampista    | 22   | 0      | Central United     |
| 18 | Henry Pupi         | Defensor         | 23   | 1      | Vaitele Uta        |
| 19 | Lapalapa Toni      | Mediocampista    | 22   | 1      | Lupe Ole Soaga     |
| 20 | Silao Malo         | Delantero        | 25   | 9      | Vaimoso            |
| 21 | Samuelu Malo       | Mediocampista    | 17   | 0      | Bandera de ?       |
| 22 | Charlie Tapelu     | Arquero          | 22   | 0      | Bandera de ?       |
| 23 | Ted Sikovi         | Arquero          | 32   | 0      | Lupe Ole Soaga     |
| DT | Scott Easthope     | Director técnico | -    | -      | Bandera de Samoa   |

## Participación

### Primera fase
| Equipo             | Pts | PJ | PG | PE | PP | GF | GC | Dif |
| ------------------ | --- | -- | -- | -- | -- | -- | -- | --- |
| Papúa Nueva Guinea | 5   | 3  | 1  | 2  | 0  | 11 | 3  | 8   |
| Nueva Caledonia    | 5   | 3  | 1  | 2  | 0  | 9  | 2  | 7   |
| Tahití             | 5   | 3  | 1  | 2  | 0  | 7  | 3  | 4   |
| Samoa              | 0   | 3  | 0  | 0  | 3  | 0  | 19 | -19 |

| 1          | Guardameta     | Mikael Roche      |     |
| 3          | Defensa        | Vincent Simon     |     |
| 2          | Defensa        | Taumihau Tiatia   |     |
| 22         | Defensa        | Nicolas Vallar    |     |
| 15         | Centrocampista | Heimano Bourebare |     |
| 6          | Centrocampista | Henri Caroine     | 69' |
| 20         | Centrocampista | Alvin Tehau       |     |
| 17         | Centrocampista | Tamatoa Tetauira  |     |
| 13         | Delantero      | Steevy Chong Hue  |     |
| 9          | Delantero      | Tauhiti Keck      | 46' |
| 10         | Delantero      | Teaonui Tehau     | 46' |
| Entrenador | Entrenador     | Ludovic Graugnard |     |

| 1          | Guardameta     | Faalavelale Matagi |     |
| 18         | Defensa        | Henri Pupi         |     |
| 2          | Defensa        | John Hall          |     |
| 4          | Defensa        | Filipo Bureta      |     |
| 16         | Defensa        | Marcus Alimonti    | 75' |
| 12         | Centrocampista | Mike Saofaiga      |     |
| 6          | Centrocampista | Ryan Martin        | 71' |
| 13         | Centrocampista | Lionel Taylor      |     |
| 19         | Centrocampista | Lapalapa Toni      | 67' |
| 10         | Centrocampista | Desmond Fa'aiuaso  |     |
| 7          | Delantero      | Andrew Mobberley   |     |
| Entrenador | Entrenador     | Scott Easthope     |     |

| 8  | Delantero | Tuatua Lucas    | 46' |
| 21 | Delantero | Fred Tissot     | 46' |
| 7  | Delantero | Temarii Tinorua | 69' |

| 21 | Centrocampista | Samuelu Malo      | 67' |
| 17 | Centrocampista | Joseph Dan-Tyrell | 71' |
| 9  | Delantero      | Paulo Scanlan     | 75' |

| Anotado | 2'  | Teaonui Tehau    | 1 - 0 |
| Anotado | 5'  | Teaonui Tehau    | 2 - 0 |
| Anotado | 15' | Steevy Chong Hue | 3 - 0 |
| Anotado | 39' | Alvin Tehau      | 4 - 0 |

| Amonestado | 83'   | Fred Tissot      |
| Amonestado | 90+2' | Tuatua Lucas     |
| Amonestado | 90+4' | Tamatoa Tetauira |

| Amonestado | 23' | Ryan Martin   |
| Amonestado | 29' | Filipo Bureta |

| Árbitro             | Ravitesh Behari |
| Árbitros asistentes | Ravinesh Kumar  |
|                     | Johnny Erick    |
| Cuarto árbitro      | George Time     |

| 1          | Guardameta     | Mikael Roche      |     |
| 3          | Defensa        | Vincent Simon     |     |
| 2          | Defensa        | Taumihau Tiatia   |     |
| 22         | Defensa        | Nicolas Vallar    |     |
| 15         | Centrocampista | Heimano Bourebare |     |
| 6          | Centrocampista | Henri Caroine     | 69' |
| 20         | Centrocampista | Alvin Tehau       |     |
| 17         | Centrocampista | Tamatoa Tetauira  |     |
| 13         | Delantero      | Steevy Chong Hue  |     |
| 9          | Delantero      | Tauhiti Keck      | 46' |
| 10         | Delantero      | Teaonui Tehau     | 46' |
| Entrenador | Entrenador     | Ludovic Graugnard |     |

| 1          | Guardameta     | Faalavelale Matagi |     |
| 18         | Defensa        | Henri Pupi         |     |
| 2          | Defensa        | John Hall          |     |
| 4          | Defensa        | Filipo Bureta      |     |
| 16         | Defensa        | Marcus Alimonti    | 75' |
| 12         | Centrocampista | Mike Saofaiga      |     |
| 6          | Centrocampista | Ryan Martin        | 71' |
| 13         | Centrocampista | Lionel Taylor      |     |
| 19         | Centrocampista | Lapalapa Toni      | 67' |
| 10         | Centrocampista | Desmond Fa'aiuaso  |     |
| 7          | Delantero      | Andrew Mobberley   |     |
| Entrenador | Entrenador     | Scott Easthope     |     |

| 8  | Delantero | Tuatua Lucas    | 46' |
| 21 | Delantero | Fred Tissot     | 46' |
| 7  | Delantero | Temarii Tinorua | 69' |

| 21 | Centrocampista | Samuelu Malo      | 67' |
| 17 | Centrocampista | Joseph Dan-Tyrell | 71' |
| 9  | Delantero      | Paulo Scanlan     | 75' |

| Anotado | 2'  | Teaonui Tehau    | 1 - 0 |
| Anotado | 5'  | Teaonui Tehau    | 2 - 0 |
| Anotado | 15' | Steevy Chong Hue | 3 - 0 |
| Anotado | 39' | Alvin Tehau      | 4 - 0 |

| Amonestado | 83'   | Fred Tissot      |
| Amonestado | 90+2' | Tuatua Lucas     |
| Amonestado | 90+4' | Tamatoa Tetauira |

| Amonestado | 23' | Ryan Martin   |
| Amonestado | 29' | Filipo Bureta |

| Árbitro             | Ravitesh Behari |
| Árbitros asistentes | Ravinesh Kumar  |
|                     | Johnny Erick    |
| Cuarto árbitro      | George Time     |

| 20         | Guardameta     | Steeve Ixoee        |     |
| 2          | Defensa        | Judikael Ixoee      | 53' |
| 12         | Defensa        | Loic Wakanumuné     |     |
| 13         | Defensa        | Jean-Brice Wadriako |     |
| 4          | Centrocampista | Georges Bearune     |     |
| 6          | Centrocampista | Cedric Sansot       |     |
| 8          | Centrocampista | Roy Kayara          |     |
| 10         | Centrocampista | César Zeoula        | 46' |
| 5          | Delantero      | Kevin Nemia         |     |
| 11         | Delantero      | Bertrand Kaï        | 68' |
| 21         | Delantero      | Brice Dahite        |     |
| Entrenador | Entrenador     | Thierry Sardo       |     |

| 1          | Guardameta     | Faalavelave Matagi |     |
| 2          | Defensa        | John Hall          |     |
| 4          | Defensa        | Filipo Bureta      | 57' |
| 18         | Defensa        | Henry Pupi         |     |
| 13         | Centrocampista | Lionel Taylor      |     |
| 14         | Centrocampista | Keone Kapisi       |     |
| 17         | Centrocampista | Joseph Dan-Tyrell  | 46' |
| 21         | Centrocampista | Samuel Malo        |     |
| 7          | Delantero      | Andrew Mobberley   |     |
| 9          | Delantero      | Paulo Scanlan      |     |
| 12         | Delantero      | Mike Saofaiga      | 57' |
| Entrenador | Entrenador     | Scott Easthope     |     |

| 15 | Centrocampista | Joerisse Cexome    | 46' |
| 16 | Centrocampista | Jean-Christ Wajoka | 53' |
| 14 | Centrocampista | Jacky Meindu       | 68' |

| 6  | Centrocampista | Ryan Martin       | 46' |
| 10 | Delantero      | Desmond Fa'aiuaso | 57' |
| 19 | Delantero      | Lapalapa Toni     | 57' |

| Anotado | 18' | Roy Kayara          | 1 - 0 |
| Anotado | 28' | Kevin Nemia         | 2 - 0 |
| Anotado | 30' | Roy Kayara          | 3 - 0 |
| Anotado | 38' | César Zeoula        | 4 - 0 |
| Anotado | 53' | Jean-Brice Wadriako | 5 - 0 |
| Anotado | 79' | Joerisse Cexome     | 6 - 0 |
| Anotado | 89' | Brice Dahite        | 7 - 0 |

| Amonestado | 48'   | George Bearune |
| Amonestado | 90+1' | Cedric Sansot  |

| Árbitro             | Robinson Banga |
| Árbitros asistentes | Ravinesh Kumar |
|                     | Hilmon Sese    |
| Cuarto árbitro      | Joel Hopken    |

| 20         | Guardameta     | Steeve Ixoee        |     |
| 2          | Defensa        | Judikael Ixoee      | 53' |
| 12         | Defensa        | Loic Wakanumuné     |     |
| 13         | Defensa        | Jean-Brice Wadriako |     |
| 4          | Centrocampista | Georges Bearune     |     |
| 6          | Centrocampista | Cedric Sansot       |     |
| 8          | Centrocampista | Roy Kayara          |     |
| 10         | Centrocampista | César Zeoula        | 46' |
| 5          | Delantero      | Kevin Nemia         |     |
| 11         | Delantero      | Bertrand Kaï        | 68' |
| 21         | Delantero      | Brice Dahite        |     |
| Entrenador | Entrenador     | Thierry Sardo       |     |

| 1          | Guardameta     | Faalavelave Matagi |     |
| 2          | Defensa        | John Hall          |     |
| 4          | Defensa        | Filipo Bureta      | 57' |
| 18         | Defensa        | Henry Pupi         |     |
| 13         | Centrocampista | Lionel Taylor      |     |
| 14         | Centrocampista | Keone Kapisi       |     |
| 17         | Centrocampista | Joseph Dan-Tyrell  | 46' |
| 21         | Centrocampista | Samuel Malo        |     |
| 7          | Delantero      | Andrew Mobberley   |     |
| 9          | Delantero      | Paulo Scanlan      |     |
| 12         | Delantero      | Mike Saofaiga      | 57' |
| Entrenador | Entrenador     | Scott Easthope     |     |

| 15 | Centrocampista | Joerisse Cexome    | 46' |
| 16 | Centrocampista | Jean-Christ Wajoka | 53' |
| 14 | Centrocampista | Jacky Meindu       | 68' |

| 6  | Centrocampista | Ryan Martin       | 46' |
| 10 | Delantero      | Desmond Fa'aiuaso | 57' |
| 19 | Delantero      | Lapalapa Toni     | 57' |

| Anotado | 18' | Roy Kayara          | 1 - 0 |
| Anotado | 28' | Kevin Nemia         | 2 - 0 |
| Anotado | 30' | Roy Kayara          | 3 - 0 |
| Anotado | 38' | César Zeoula        | 4 - 0 |
| Anotado | 53' | Jean-Brice Wadriako | 5 - 0 |
| Anotado | 79' | Joerisse Cexome     | 6 - 0 |
| Anotado | 89' | Brice Dahite        | 7 - 0 |

| Amonestado | 48'   | George Bearune |
| Amonestado | 90+1' | Cedric Sansot  |

| Árbitro             | Robinson Banga |
| Árbitros asistentes | Ravinesh Kumar |
|                     | Hilmon Sese    |
| Cuarto árbitro      | Joel Hopken    |

| 23         | Guardameta     | Ted Sivoki        |     |
| 18         | Defensa        | Henry Pupi        | 57' |
| 2          | Defensa        | John Hall         |     |
| 4          | Defensa        | Filipo Bureta     |     |
| 16         | Defensa        | Marcus Alimonti   | 81' |
| 14         | Centrocampista | Keone Kapisi      |     |
| 13         | Centrocampista | Lionel Taylor     |     |
| 10         | Centrocampista | Desmond Fa'aiuaso | 70' |
| 20         | Centrocampista | Silao Malo        |     |
| 7          | Delantero      | Andrew Mobberley  |     |
| 9          | Delantero      | Paulo Scanlan     |     |
| Entrenador | Entrenador     | Scott Easthope    |     |

| 20         | Guardameta     | Ronald Warisan      |       |
| 2          | Defensa        | Daniel Joe          |       |
| 5          | Defensa        | Felix Komolong      |       |
| 4          | Defensa        | Alwin Komolong      |       |
| 19         | Defensa        | Koriak Upaiga       | 83'   |
| 7          | Centrocampista | Raymond Gunemba     |       |
| 8          | Centrocampista | Michael Foster      |       |
| 12         | Centrocampista | David Muta          |       |
| 17         | Centrocampista | Jacob Sabua         | 59'   |
| 9          | Delantero      | Nigel Dabingyaba    | 90+3' |
| 18         | Delantero      | Tommy Semmy         |       |
| Entrenador | Entrenador     | Flemming Serritslev |       |

| 17 | Centrocampista | Joseph Dan-Tyrell | 57' |
| 16 | Delantero      | Mike Saofaiga     | 70' |
| 19 | Delantero      | Lapalapa Toni     | 81' |

| 14 | Centrocampista | Emmanuel Simon | 59'   |
| 16 | Defensa        | Jeremy Yasasa  | 83'   |
| 6  | Delantero      | Patrick Aisa   | 90+3' |

| Anotado | 13' | Michael Foster   | 0 - 1 |
| Anotado | 33' | Raymond Gunemba  | 0 - 2 |
| Anotado | 51' | Michael Foster   | 0 - 3 |
| Anotado | 58' | Nigel Dabingyaba | 0 - 4 |
| Anotado | 63' | Raymond Gunemba  | 0 - 5 |
| Anotado | 67' | Koriak Upaiga    | 0 - 6 |
| Anotado | 74' | Nigel Dabingyaba | 0 - 7 |
| Anotado | 85' | Raymond Gunemba  | 0 - 8 |

| Amonestado | 61' | Desmond Fa'aiuaso |
| Amonestado | 79' | Lionel Taylor     |
| Expulsado  | 87' | Keone Kapisi      |

| Árbitro             | Joel Hopken  |
| Árbitros asistentes | Hilmon Sese  |
|                     | Johnny Erick |
| Cuarto árbitro      | George Time  |

| 23         | Guardameta     | Ted Sivoki        |     |
| 18         | Defensa        | Henry Pupi        | 57' |
| 2          | Defensa        | John Hall         |     |
| 4          | Defensa        | Filipo Bureta     |     |
| 16         | Defensa        | Marcus Alimonti   | 81' |
| 14         | Centrocampista | Keone Kapisi      |     |
| 13         | Centrocampista | Lionel Taylor     |     |
| 10         | Centrocampista | Desmond Fa'aiuaso | 70' |
| 20         | Centrocampista | Silao Malo        |     |
| 7          | Delantero      | Andrew Mobberley  |     |
| 9          | Delantero      | Paulo Scanlan     |     |
| Entrenador | Entrenador     | Scott Easthope    |     |

| 20         | Guardameta     | Ronald Warisan      |       |
| 2          | Defensa        | Daniel Joe          |       |
| 5          | Defensa        | Felix Komolong      |       |
| 4          | Defensa        | Alwin Komolong      |       |
| 19         | Defensa        | Koriak Upaiga       | 83'   |
| 7          | Centrocampista | Raymond Gunemba     |       |
| 8          | Centrocampista | Michael Foster      |       |
| 12         | Centrocampista | David Muta          |       |
| 17         | Centrocampista | Jacob Sabua         | 59'   |
| 9          | Delantero      | Nigel Dabingyaba    | 90+3' |
| 18         | Delantero      | Tommy Semmy         |       |
| Entrenador | Entrenador     | Flemming Serritslev |       |

| 17 | Centrocampista | Joseph Dan-Tyrell | 57' |
| 16 | Delantero      | Mike Saofaiga     | 70' |
| 19 | Delantero      | Lapalapa Toni     | 81' |

| 14 | Centrocampista | Emmanuel Simon | 59'   |
| 16 | Defensa        | Jeremy Yasasa  | 83'   |
| 6  | Delantero      | Patrick Aisa   | 90+3' |

| Anotado | 13' | Michael Foster   | 0 - 1 |
| Anotado | 33' | Raymond Gunemba  | 0 - 2 |
| Anotado | 51' | Michael Foster   | 0 - 3 |
| Anotado | 58' | Nigel Dabingyaba | 0 - 4 |
| Anotado | 63' | Raymond Gunemba  | 0 - 5 |
| Anotado | 67' | Koriak Upaiga    | 0 - 6 |
| Anotado | 74' | Nigel Dabingyaba | 0 - 7 |
| Anotado | 85' | Raymond Gunemba  | 0 - 8 |

| Amonestado | 61' | Desmond Fa'aiuaso |
| Amonestado | 79' | Lionel Taylor     |
| Expulsado  | 87' | Keone Kapisi      |

| Árbitro             | Joel Hopken  |
| Árbitros asistentes | Hilmon Sese  |
|                     | Johnny Erick |
| Cuarto árbitro      | George Time  |